# Odorrana ishikawae
Odorrana ishikawae – gatunek płaza bezogonowego z rodziny żabowatych (Ranidae), występujący endemicznie na japońskiej wyspie Okinawa. Zwany jest najpiękniejszym płazem bezogonowym Japonii. Dorasta do 11,7 cm. Zasiedla górskie potoki, w których rozmnaża się od grudnia do kwietnia. Gatunek zagrożony (EN) w związku z niewielkim zasięgiem występowania, wylesianiem, a także nielegalnym handlem. Ustanowiony pomnikiem przyrody w prefekturze Okinawa. 

## Wygląd
Gatunek ten nazywany jest najpiękniejszym płazem bezogonowym Japonii. Ciało jest smukłe. Samce osiągają 8,8–10,6 cm, a samice 10,5–11,7 cm długości. Skóra grzbietu pokryta jest dużymi brodawkami z obecnymi promieniście rozchodzącymi się rozstępami. Brodawki otoczone guzkami. Brak fałdu grzbietowo-bocznego. Błona bębenkowa okrągła. Obecne dwa worki rezonansowe, samce ponadto posiadają słabo rozwinięte żółtawo-brązowe modzele godowe. Obecna umiarkowanie rozwinięta błona pławna na kończynach tylnych. 

## Zasięg występowania i siedlisko
Endemit. Występuje jedynie na wyspie Okinawa w Japonii. Gatunek znaleźć można na północnej części wyspy na wysokości 0–503 m n.p.m. Do 2011 roku opisywana była również druga populacja żyjąca na wyspie Amami Ōshima. Jednakowoż analiza filogenomiczna przeprowadzona przez Kuramoto et al. dowiodła, że stanowi ona odmienny gatunek, który badacze nazwali Odorrana splendida. O. ishikawae zasiedla okolice potoków leżących w lasach górskich. Rozmnaża się od grudnia do kwietnia. Samica składa około 1000 jaj o średnicy 2,9–3,5 mm.

## Status
Gatunek zagrożony (EN) w związku z małym zasięgiem występowania (360 km²), wylesianiem jego środowiska naturalnego, budową dróg i tam w okolicach potoków, w których występuje, a także nielegalnym handlem. Został ustanowiony pomnikiem przyrody w prefekturze Okinawa, w związku z czym jego odłów jest zabroniony. Ponadto populacja O. ishikawae jest systematycznie monitorowana przez japońskie ministerstwo środowiska w ramach walki z inwazyjnym gatunkiem mangusty, mangustą małą, która jednakowoż nie zagraża bezpośrednio populacji tego płaza. Gatunek ten podlega również ochronie ex situ przeprowadzanej przez Uniwersytet Hiroszimski.